# الدوري اليمني 2011–12
الدوري اليمني - الدرجة الأولي 2011-12  هو النسخة العشرين من بطولة الدوري اليمني - الدرجة الأولى لكرة القدم في اليمن. يشارك نادي العروبة كحامل للقب النسخة الماضية لموسم 2011–12. بدأ الموسم في 28 ديسمبر بمباراة جمعت بين بطل الموسم السابق العروبة ووصيفه التلال واستمر إلى 16 يوليو. كان من المخطط له انتهاء الموسم في 15 يوليو ولكن بسبب الهطول الكثيف للأمطار تم تأجيله مباريات المرحلة الأخيرة 24 ساعة. إقامة مباريات المرحلة الأخيرة في توقيت واحد يعود إلى أن التنافس على لقب البطولة كان بين ثلاث فرق. بطل الدوري ووصيفه تأهلا للمشاركة في كأس الاتحاد الآسيوي بينما هبطت الفرق الأربعة الأخيرة إلى الدرجة الثانية.

## الأندية المشاركة
| النادي         | المدينة       | الملعب الرئيسي            | الترتيب في موسم 2010/11      | ملاحظات أخرى |
| -------------- | ------------- | ------------------------- | ---------------------------- | ------------ |
| التلال         | عدن           | ملعب نادي التلال بحقات    | الثاني                       | --           |
| الشعله         | عدن           | ملعب نادي الشعله          | متأهل من دوري الدرجة الثانية | --           |
| العروبه        | أمانة العاصمة | ملعب نادي شعب صنعاء       | الأول                        | --           |
| الهلال الساحلي | الحديده       | ملعب العلفي               | الخامس                       | --           |
| اتحاد إب       | إب            | إستاد 22 مايو بإب         | السابع                       | --           |
| أهلي تعز       | تعز           | ملعب الشهداء بتعز         | التاسع                       | --           |
| أهلي صنعاء     | أمانة العاصمة | ملعب النادي الأهلي بصنعاء | الثالث                       | --           |
| شباب البيضاء   | البيضاء       | ملعب الحديقه              | العاشر                       | --           |
| شعب إب         | إب            | إستاد 22 مايو بإب         | الثامن                       | --           |
| شعب حضرموت     | حضرموت        | ملعب الشاحت بالشحر        | السادس                       | --           |
| شعب صنعاء      | أمانة العاصمة | ملعب نادي شعب صنعاء       | الرابع                       | --           |
| طليعة تعز      | تعز           | ملعب الشهداء بتعز         | متأهل من دوري الدرجة الثانية | --           |
| نجم سبأ ذمار   | ذمار          | إستاد ذمار الدولي         | متأهل من دوري الدرجة الثانية | --           |
| وحدة عدن       | عدن           | ملعب نادي الوحدة بعدن     | متأهل من دوري الدرجة الثانية | --           |